# Ratpenat cuallarg de Wagner
El ratpenat cuallarg de Wagner (Eumops glaucinus) és una espècie de ratpenat de la família dels molòssids que es troba a l'Argentina, Belize, Bolívia, el Brasil, Colòmbia, Costa Rica, Cuba, l'Equador, Guatemala, Guaiana, Hondures, Jamaica, Mèxic, Nicaragua, Panamà, el Paraguai, el Perú, Surinam, Estats Units (Florida) i Veneçuela.

## Subespècies
- Eumops glaucinus floridanus
- Eumops glaucinus glaucinus